# Абидос (Геллеспонт)

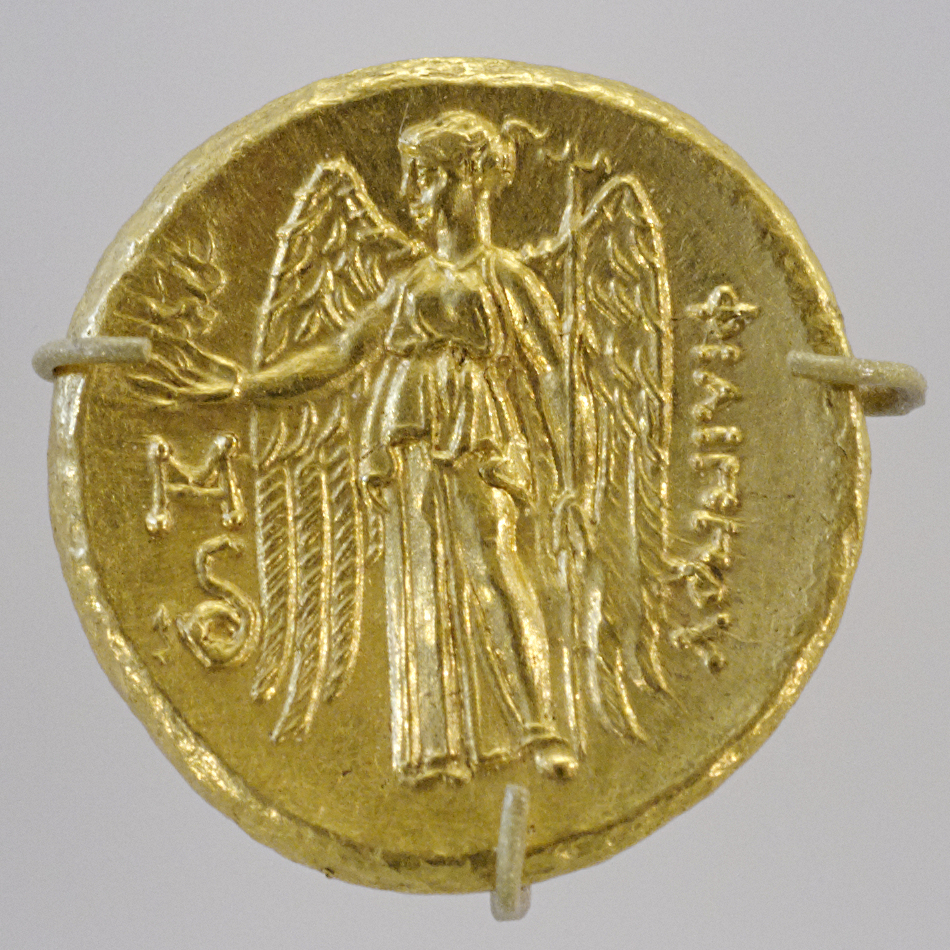
Македонский золотой статер, отчеканенный в Абидосе. 323—317 или 297 гг. до н. э.

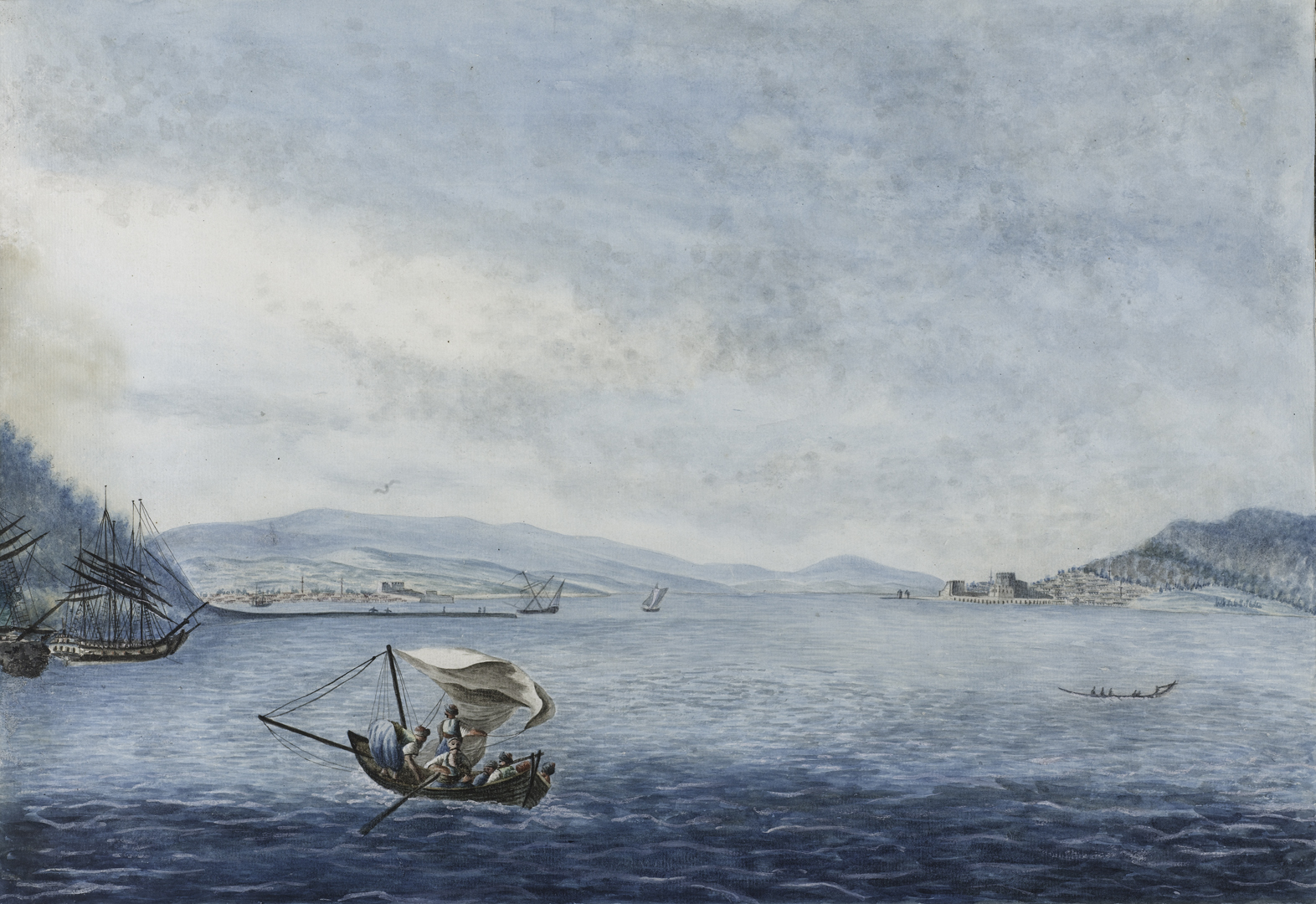
Вид на проливы у Абидоса.

А́бидос (др.-греч. Ἄβῡδος, лат. Abydus) — древнегреческий город, предшественник Константинополя в качестве торгового моста между Европой и Азией. Был расположен в Мизии, на азиатском берегу Геллеспонта, где берега его сближаются до 2 километров, напротив города Сест. По легенде, Леандр жил в Абидосе и плавал через Геллеспонт к Геро.
Упоминание об Абидосе встречается в «Илиаде». Греческое поселение на месте фракийского было основано милетцами с ведома лидийского царя Гига приблизительно за 670 лет до н. э. Во время греко-персидских войн Абидос прославился строительством моста через Геллеспонт, который навёл от Абидоса к Сесту царь Ксеркс для переправы своих несметных полчищ. В это время известен тиран Дафнис, правивший как ставленник персов.
В 411—394 годах до н. э. абидосцы состояли в союзе со Спартой против Афин, причём в 411 году до н. э. при Абидосе афиняне разбили спартанцев, затем город перешёл под руку Ахеменидов. Около 360 года до н. э. известен тиран Ифиад. В 334 году до н. э. Александр Македонский переправился из Сеста в Абидос, предварительно бросив в сторону города своё копьё — как знак грядущего завоевания Азии. В 200 году до н. э. абидосцы прославили себя геройским сопротивлением Филиппу V Македонскому.
Последние сведения о городе встречаются в византийские времена, когда здесь собирали пошлину с проплывавших по Геллеспонту судов. 13 апреля 989 года в сражении у Абидоса византийский император Василий II разбил мятежные войска Варды Фоки Младшего. В этой битве на стороне Василия II принимал участие шеститысячный корпус русов, посланный на помощь императору киевским князем Владимиром Святославичем. В 1024 году у Абидоса с греками воевал русский княжич Хрисохир.
Именно здесь из Европы в Азию переправлялись крестоносцы.